# Anna Baadsgaard
Anna Baadsgaard, Anne Jensine Baadsgaard (født 28. september 1865, død 18. maj 1954), var en dansk forfatter.